# Peter Lautrup-Larsen
Peter Lautrup-Larsen (født 18. december 1953) er en dansk journalist og politisk kommentator.
Han er uddannet cand.mag. i historie og samfundsfag fra Københavns Universitet. Allerede inden da fungerede han som medhjælper for det radikale folketingsmedlem Bernhard Baunsgaard. Som nyuddannet fik han job hos Dansk Flygtningehjælp, men vendte i 1986 tilbage til Christiansborg, hvor han blev pressechef hos Det Radikale Venstre. Fra 1996 var han tilknyttet De 3 Stiftstidender og Jyske Vestkysten som politisk redaktør, og siden 2000 har han været politisk reporter og kommentator ved TV 2 Nyhederne.
I 2006 udgav han bogen Tabte horisonter, der handler om den vanedannende magt på Christiansborg.